# يان لويد أندرسون
يان لويد أندرسون (بالإنجليزية: Ian Lloyd Anderson)‏ هو ممثل أيرلندي، ولد في 3 مارس 1987 بدبلن في جمهورية أيرلندا.

## وصلات خارجية
- يان لويد أندرسون على موقع IMDb (الإنجليزية)
- يان لويد أندرسون على موقع قاعدة بيانات الفيلم (الإنجليزية)